# Лауринец, Андраш
Андраш Лауринец (венг. Laurinyecz András; 24 января 1927, Кондорош — 29 ноября 1957, Будапешт) — венгерский рабочий-шахтёр, активный участник антикоммунистического Венгерского восстания 1956 года. Казнён после подавления восстания. В современной Венгрии считается героем революции.

## Работа и тюрьма
Родился в бедной крестьянской семье. В 1930 отец Андраша Лауринеца покончил с собой после психологического потрясения — без вины был схвачен хортистскими жандармами и проведён под конвоем по селу. Мать работала прислугой по найму.
Окончив школу, Андраш Лауринец поступил в 1948 на юридический факультет Сегедского университета. Учился на вечернем отделении, работал на заводах.
В марте 1950 Андраш Лауринец был арестован за «незаконное хранение оружия» — речь шла о найденном у него пулемёте и патронах к нему. Был приговорён к пожизненному заключению, заменённому на 6 лет тюрьмы. Освободился в июле 1956 года. За время заключения умерла его мать.
Продолжить образование не смог. Работал шахтёром в угольном бассейне медье Пешт. Впоследствии он рассказывал, что видел, как получать нормальную зарплату мог лишь тот, кто имел связи с начальством.

## В «Шахтёрской бригаде» восстания
В октябре 1956 года Андраш Лауринец поддержал антикоммунистическое Венгерское восстание. С группой единомышленников-шахтёров, возглавленной Ласло Русняком он прибыл в Будапешт. Присоединился к повстанческой группировке, контролировавшей площадь Сена, во главе которой стояли Йожеф Дудаш и Янош Сабо.
Был одним из командиров «Шахтёрской бригады» повстанцев. Активно участвовал в боях, в том числе в крупном столкновении 28 октября. В составе повстанческой группы Роберта Бана попытался отступить из Будапешта к австрийской границе, чтобы развернуть борьбу в провинции. 4 ноября попал в плен к советским войскам. Был доставлен в СССР, содержался в Ужгороде.

## Казнь и память
15 декабря 1956 Андраш Лауринец был отправлен в Венгрию, но 22 декабря арестован властями ВНР. Предстал перед судом в рамках процесса «Шахтёрской бригады». На суде держался твёрдо. Октябрьское восстание называл «революцией, а не „контрреволюцией“, как это говорит Андропов».
Был приговорён к смертной казни. Приговор привели в исполнение 29 ноября 1957 года. Вместе с Андрашем Лауринецем были казнены Роберт Бан, Ласло Русняк, Тибор Цимер.
В современной Венгрии Андраш Лауринец считается героем революции. В Сарваше установлен мемориал, на котором среди других обозначено и его имя.